# Ardices verticipicta
Ardices verticipicta är en fjärilsart som beskrevs av Embrik Strand 1919. Ardices verticipicta ingår i släktet Ardices och familjen björnspinnare. Inga underarter finns listade i Catalogue of Life.